# Terrafugia Transition
Terrafugia Transition er et let sportsluftfartøj som kan køre på veje, der har været under udvikling af Terrafugia siden 2006.

Terrafugia Transition bliver drevet af en Rotax 912S stempelmotor og karroseriet er lavet af kulfiber forventes at have en aktionsradius på 787 km. Rotax 912S kører på almindeligt 95 oktan benzin. Cruse-hastigheden er på ca. 172km/t. Den inkluderer ikke en autopilot.
På vej kan den køre op til 105 km/t.
 
Den sammenfoldede prototype fylder HBL=1,98*2,29*5,94 meter, så den bør kunne være i en garage. 

## Milepæle
Terrafugia Transition blev d. 1. juli 2010 FAA-godkendt som et ultraletfly på dispensation, da den vejer 650kg og grænsen for ultraletfly går ved 600kg.

Den forventes at blive serieproduceret i 2012.